# Dzielnica Wyborska

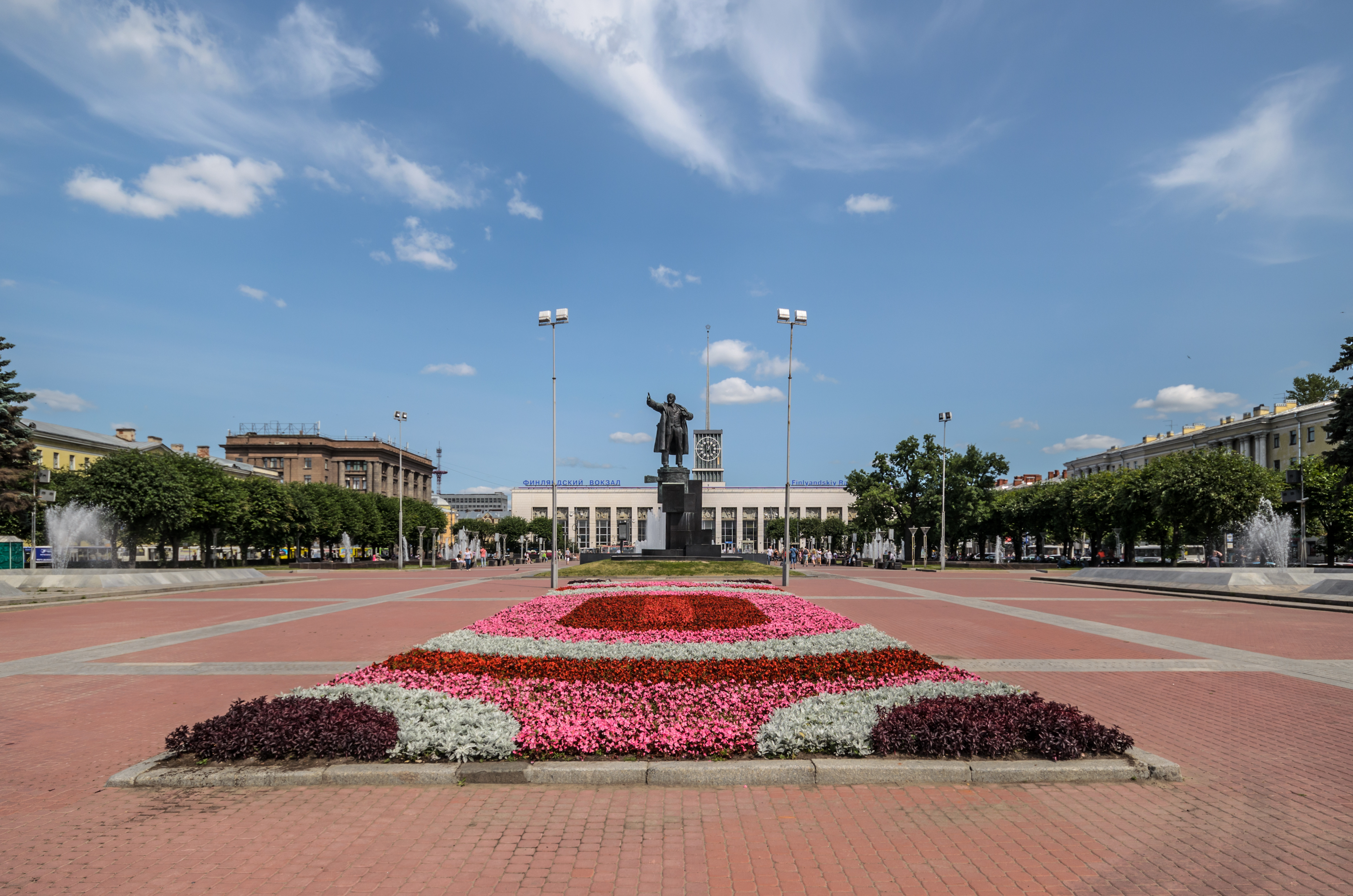
Plac Lenina, pomnik Lenina i Dworzec Fiński

Dzielnica Wyborska, Strona Wyborska (ros. Выборгская сторона – Wyborgskaja storona) – historyczna dzielnica w północno-wschodniej części Petersburga, położona na prawym brzegu Newy.

## Położenie i nazwa
Dzielnica Wyborska bierze swoją nazwę od miasta Wyborga i historycznej drogi w jego kierunku, która pokrywa się z przebiegiem Bolszego Sampsonijewskiego Prospektu, Prospektu Engelsa i Szosy Wyborskiej. W XVIII w. funkcjonowała także pod nazwą Dzielnicy Finlandzkiej. Od północnego zachodu jej historyczną granicą była Czarna Rzeczka, od wschodu – osada Bolszaja Ochta, włączona następnie w granice Petersburga. Północną granicę Dzielnicy Wyborskiej wyznacza linia kolejowa w kierunku Siestroriecka oraz ulica Noworossijskaja. W XX w. do Dzielnicy Wyborskiej zaczęto zaliczać również niektóre osiedla wzniesione na północny zachód od dawnej granicy dzielnicy.
Dzielnica Wyborska była do rewolucji lutowej jedną z oficjalnych części składowych Petersburga. Po reformie administracyjnej miasta przeprowadzonej ostatecznie w 1936 r. określanie jej mianem dzielnicy ma wymiar wyłącznie historyczny, gdyż jej obszar znalazł się na terenie rejonów wyborskiego, krasnogwardiejskiego (od 1946 r. – kalinińskiego) i częściowo żdanowskiego (nast. nadmorskiego).

## Historia

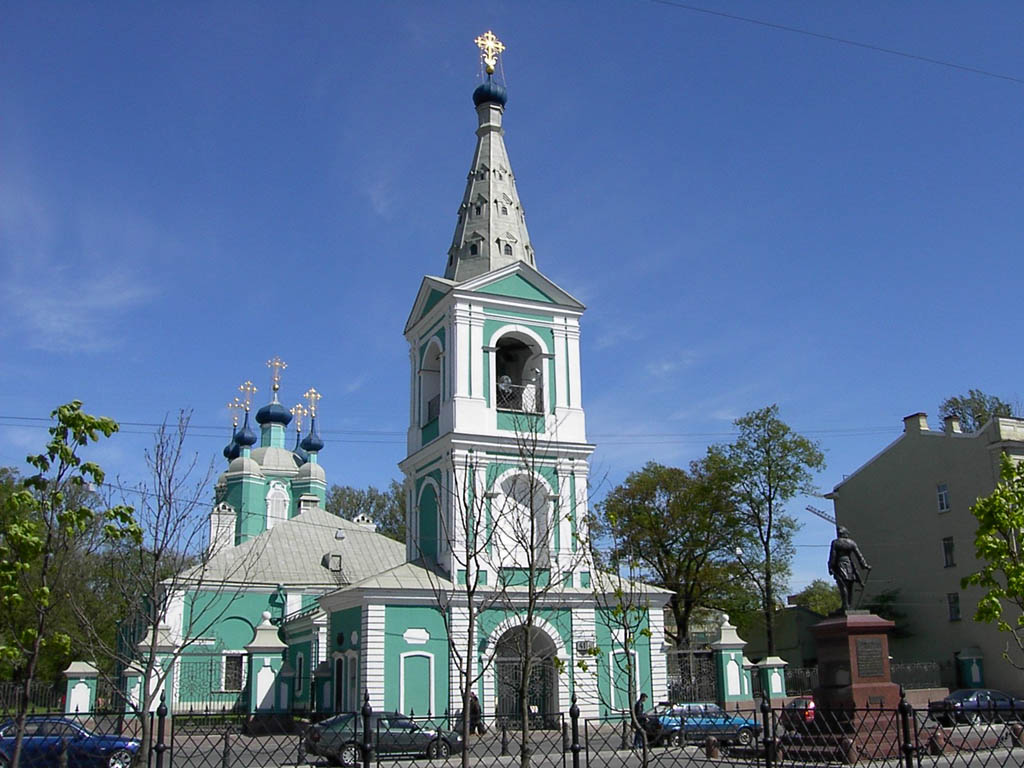
Sobór św. Sampsona

W 1717 r. na prawym brzegu Newy znajdowało się jedynie 350 budynków; ta część Petersburga rozwijała się znacznie wolnej, niż centralne kwartały nowo utworzonego miasta. Rozwojowi dzielnicy sprzyjało otwarcie w 1717 r. Generalnego Szpitala Piechoty, w sąsiedztwie którego powstały słobody dla osób pracujących w wojskowej lecznicy. Następnie nad Czarną Rzeczką powstała słoboda, w której żyli pracownicy manufaktur oraz niżsi urzędnicy Kancelarii Spraw Miejskich. Kolejną znaczącą budowlę na prawym brzegu Newy zbudowano w latach 1728–1740, gdy na cześć zwycięstwa w bitwie pod Połtawą wzniesiono przy trakcie wiodącym do Wyborga, na miejscu drewnianej cerkwi z 1709 r., sobór św. Sampsona. Do końca XVIII i na pocz. XIX w. zabudowano brzegi Newy i Wielkiej Newki. W Dzielnicy Wyborskiej powstały pierwsze warsztaty zbrojeniowe (artyleryjskie) oraz magazyny z żywnością. W latach 1798–1803 w Dzielnicy Wyborskiej zbudowano kompleks Wojskowej Akademii Chirurgicznej (następnie przemianowanej na Wojskową Akademię Medyczną), w 1820 r. na terenie dzielnicy powstały budynki Michajłowskiej Akademii Artylerii, zaś w latach 30. – koszary Pułku Litewskiego, następnie oddane Moskiewskiemu Pułkowi Lejbgwardii. W 1870 r. oddano do użytku położony w dzielnicy Dworzec Fiński. W latach 1875–1879 wzniesiony został Most Litiejny, który połączył Dzielnicę Wyborską z Prospektem Litiejnym i dalej z centralną częścią Petersburga.

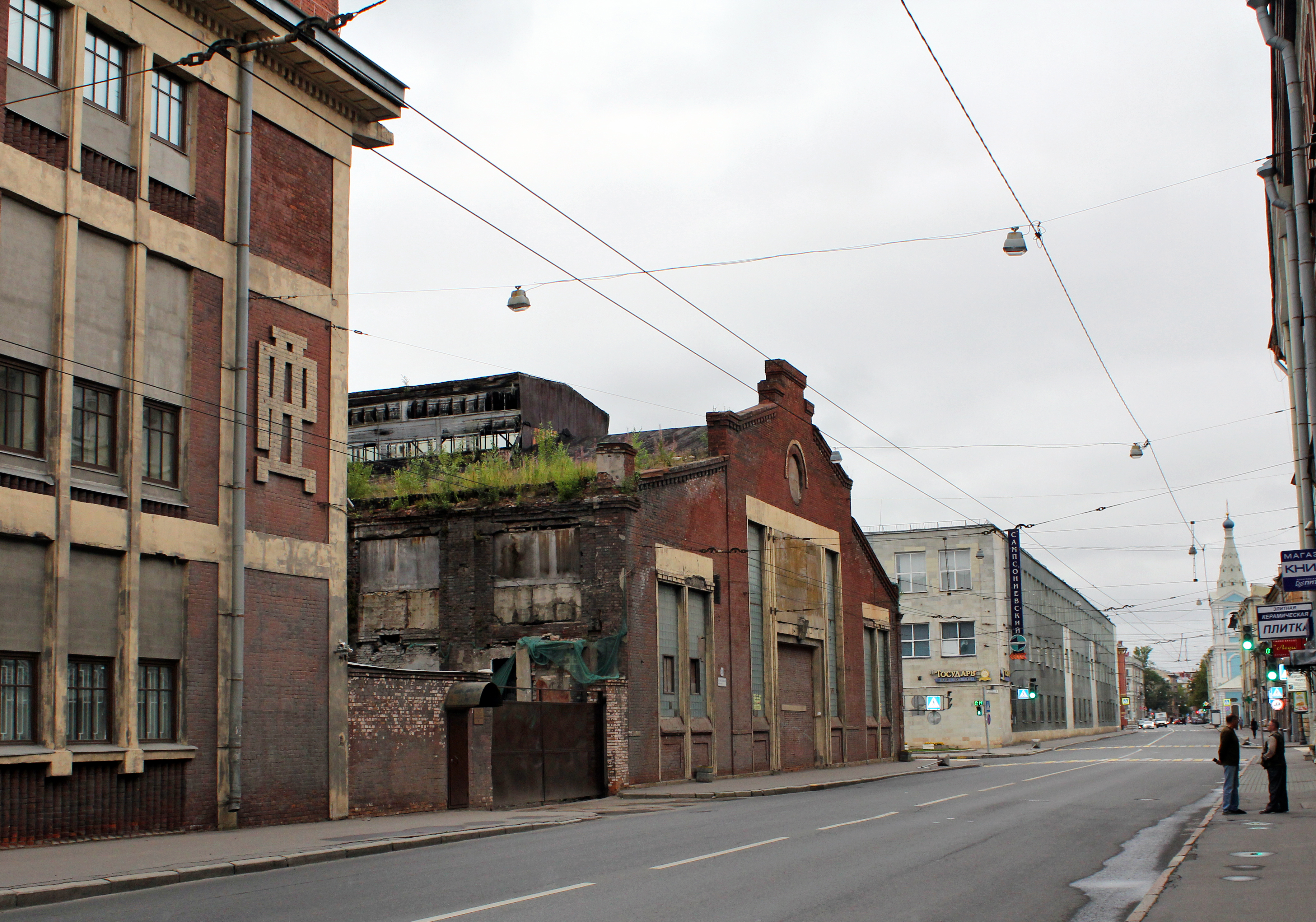
Część kompleksu fabryki Ludwiga Nobla przy Bolszym Sampsonijewskim Prospekcie

Dzielnica Wyborska już w połowie XIX w. była zamieszkiwana głównie przez miejską biedotę. W II połowie tegoż stulecia stała się – obok części Dzielnicy Petersburskiej, części Wyspy Wasylewskiej i Dzielnicy Narwskiej - jednym z obszarów, na których koncentrował się zlokalizowany w Petersburgu przemysł. Powstały tam fabryki Nobla, Erikssona, Baranowskiego, Lessnera, Manufaktura Wyborska, zakłady zbrojeniowe Nowy Arsenał (wzniesione w latach 1844–1849) im. Piotra Wielkiego, a także przemysł lekki. W końcu XIX w. w dzielnicy pracowało ok. 100 tys. robotników, a więc 1/3 wszystkich petersburskich robotników. W dzielnicy działalność rewolucyjną i propagandową prowadzili narodnicy, następnie narodowolcy, pierwsi rosyjscy marksiści, a następnie mienszewicy i bolszewicy. W 1902 r. wyborski rejon Socjaldemokratycznej Partii Robotniczej Rosji był najsilniejszy z działających w rosyjskiej stolicy struktur partyjnych. Zakłady w Dzielnicy Wyborskiej strajkowały podczas rewolucji 1905 r., robotnicy z tej części Petersburga brali również udział w politycznych strajkach w latach 1912–1914 i 1915–1916. Podczas rewolucji lutowej robotnicy z dzielnicy oraz zrewoltowani żołnierze uwolnili więźniów z więzienia Kriesty, położonego na prawym brzegu Newy. W lipcu 1917 r. w domu bractwa cerkiewnego przy soborze św. Sampsona rozpoczął się VI zjazd partii bolszewickiej, zaś podczas rewolucji październikowej miejscowe oddziały Czerwonej Gwardii brały aktywny udział w przewrocie.

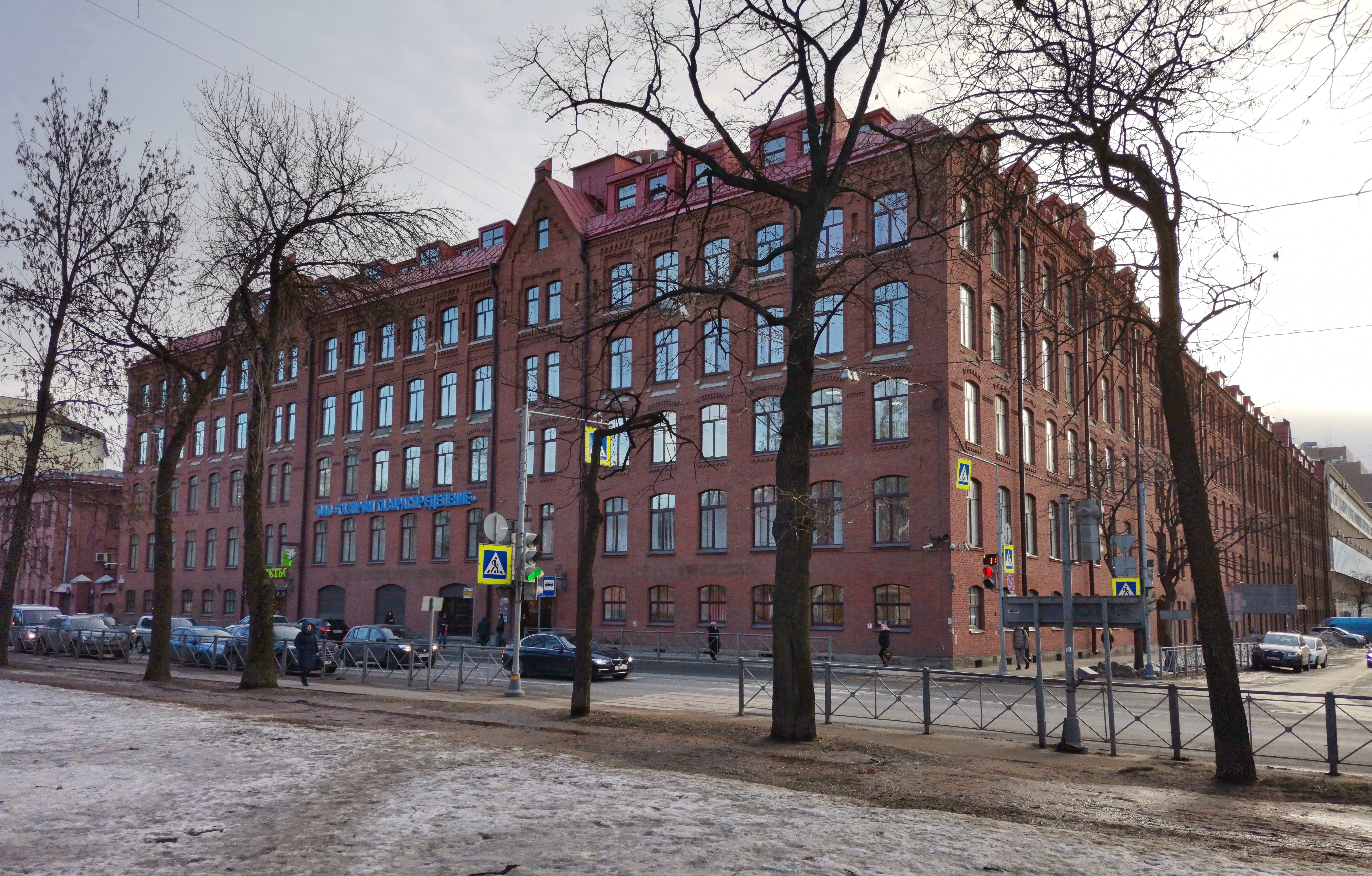
Dawna fabryka Erikssona

W latach 1920–1930 dzielnica była rozbudowywana o nowe osiedla przeznaczone dla robotników (Batienińskie, Baburińskie, Gorodok tiekstilszczikow). Dawne prywatne fabryki na terenie dzielnicy, znacjonalizowane po rewolucji, kontynuowały działalność jako zakłady państwowe. W 1927 r. oddano do użytku Wyborski Dom Kultury, w 1934 r. urządzono Park Wyborski. Po II wojnie światowej kontynuowano rozbudowę dzielnicy. Nowe obiekty mieszkalne wzniesiono przy Prospekcie Marksa (Bolszym Sampsonijewskim), całkowicie zreorganizowano przestrzeń wokół Placu Lenina przed Dworcem Fińskim (również sam budynek dworca zastąpiono w 1960 r. nowym), w 1954 r. oddano do użytku Leninowską salę koncertową. Prawy brzeg Newy został również połączony mostami Grenadierów i Kantemirowskim, przerzuconymi przez Wielką Newkę, z Wyspą Aptekarską, uzyskując tym samym łatwiejszy dostęp również do pozostałych wysp historycznej Dzielnicy Piotrogrodzkiej. latach 60. XX wieku wzniesiono szereg nowych zakładów przemysłowych w północnej części dzielnicy. Już po 2000 r. między Nabrzeżem Pirogowskim a Bolszym Sampsonijewskim Prospektem wzniesiono nowe budynki biurowe i centra handlowe.